# Kangani
Kangani este un oraș în Comore, în  insula autonomă Anjouan. În 2012 avea o populație de 4416, iar la recensământul din 1991 avea 2308 locuitori.